# August Gutheil
August Friedrich Gutheil (* 1814 in Karlshafen; † 1885 in Hamburg) war ein deutscher Kaufmann und Abgeordneter der Hamburgischen Bürgerschaft.

## Leben
Gutheil war ein erfolgreicher Kaufmann in Mexiko, der dort in der Firma Leffmann & Gutheil  in den 1850er Jahren tätig war.
Er ließ sich dann in Hamburg nieder und gehörte von 1862 bis 1868 der Hamburgischen Bürgerschaft an.
Er war in Hamburg zusammen mit Theodor Rapp Inhaber der Firma Gutheil, Rapp & Co.  Import, Export und Commission.